# دیکومبورا
دیکومبورا (به لاتین: Dikkumbura) یک منطقهٔ مسکونی در سری‌لانکا است که در استان مرکزی (سری‌لانکا) واقع شده‌است.